# Kościół Wszystkich Świętych w Starym Białczu
Kościół pw. Wszystkich Świętych - katolicki kościół parafialny znajdujący się w Starym Białczu (powiat kościański). 

## Historia
Parafia białecka została założona prawdopodobnie już pod koniec XIII w., hojnie uposażona w dwa łany roli, część lasu, dziesięciny z folwarków rycerskich i zagród kmiecych w Kobylnikach, nieistniejącym już Jeligowie, Skoraczewie i Prętkowicach. Pierwsza wzmianka o parafii pochodzi jednak dopiero z 1419 r. i wymienia plebana Jana, natomiast pierwszy kościół w Białczu, nieznanej fundacji, musiał być wybudowany na początku XVI w., albowiem 5 czerwca 1508 r. biskup poznański Jan Lubrański przyłączył do kościoła w Białczu kościół w Krzanie, który został rozebrany prawdopodobnie w XVIII w.

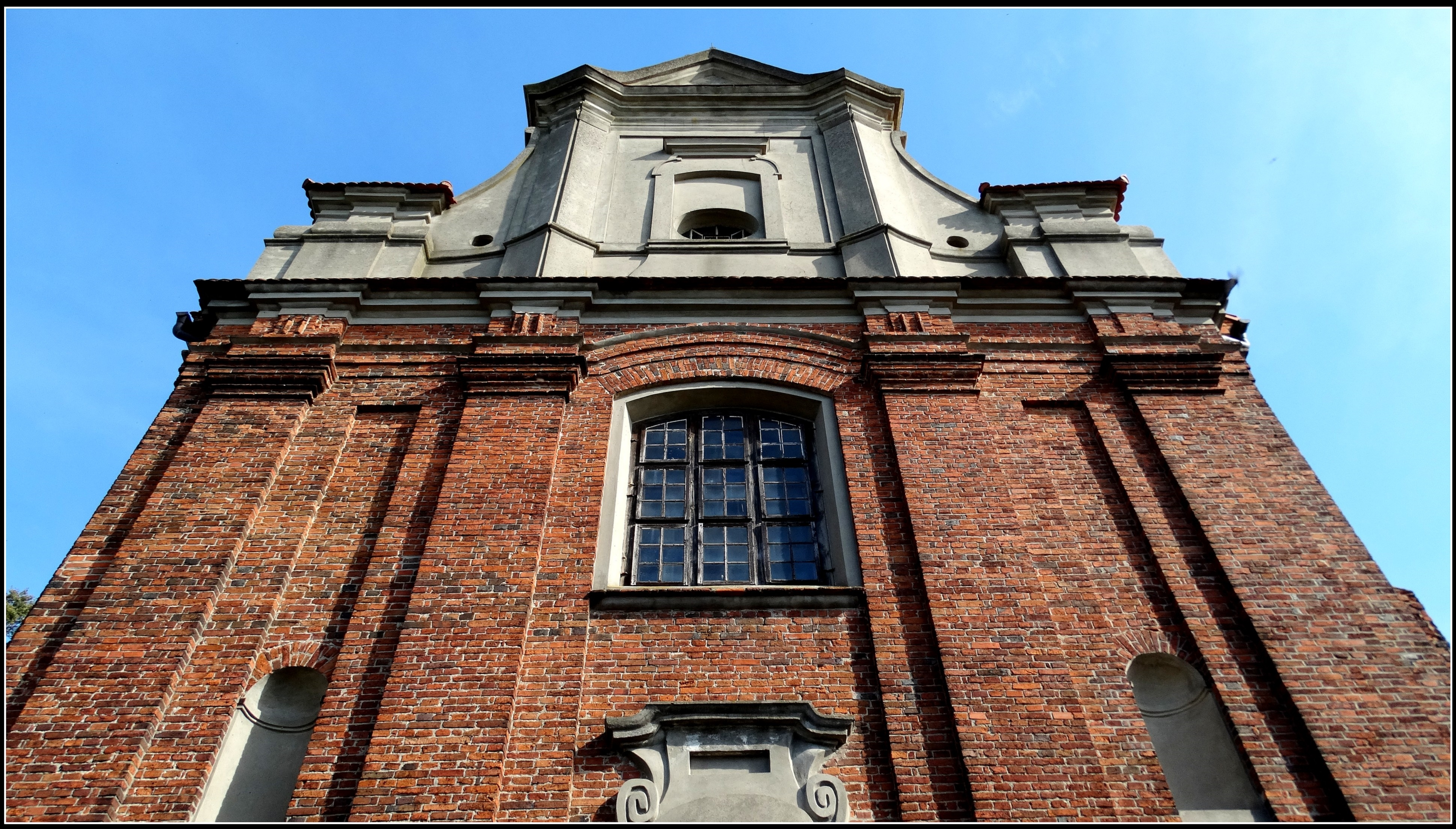
Fragment elewacji

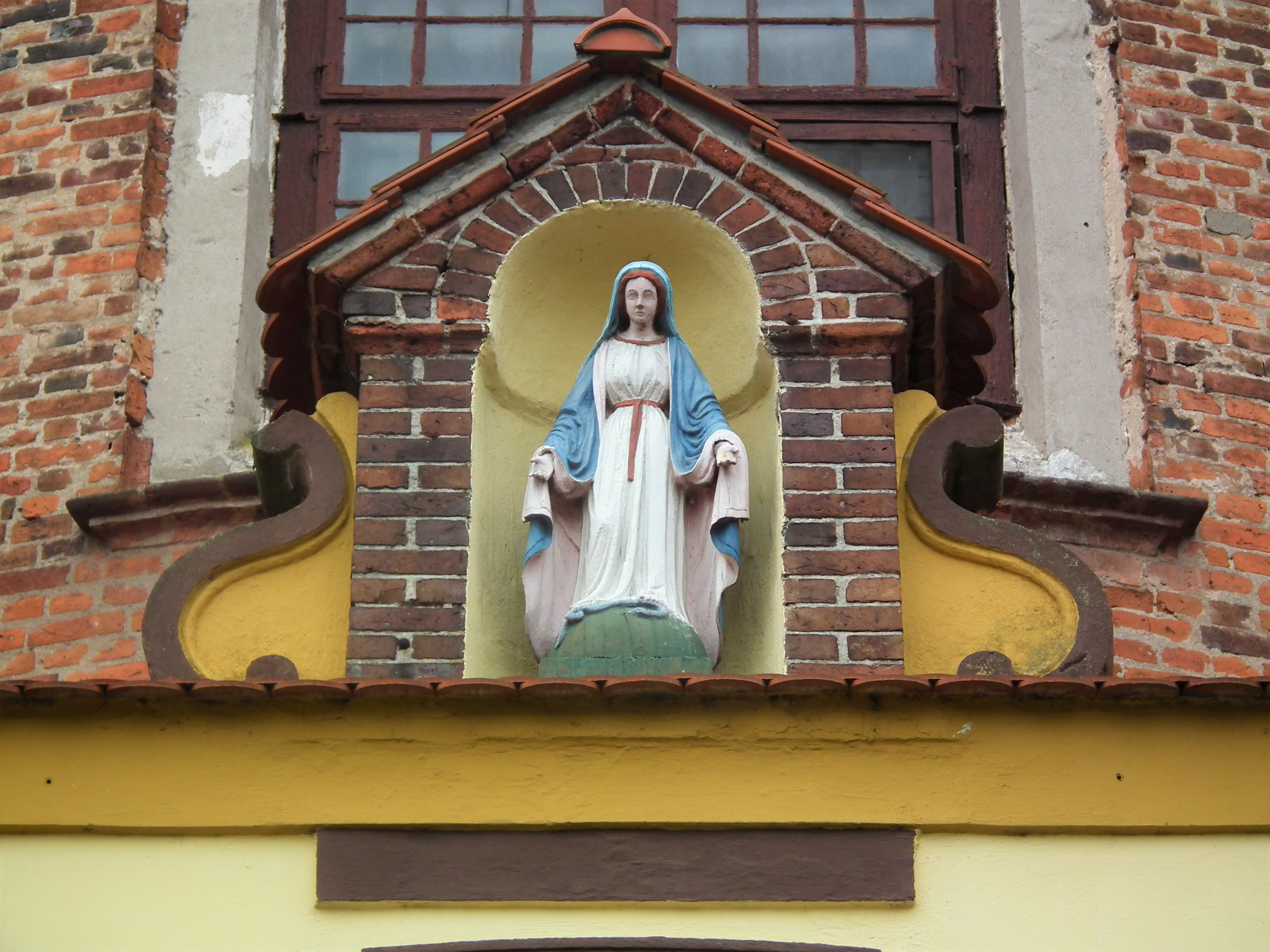
Figura maryjna przy prezbiterium

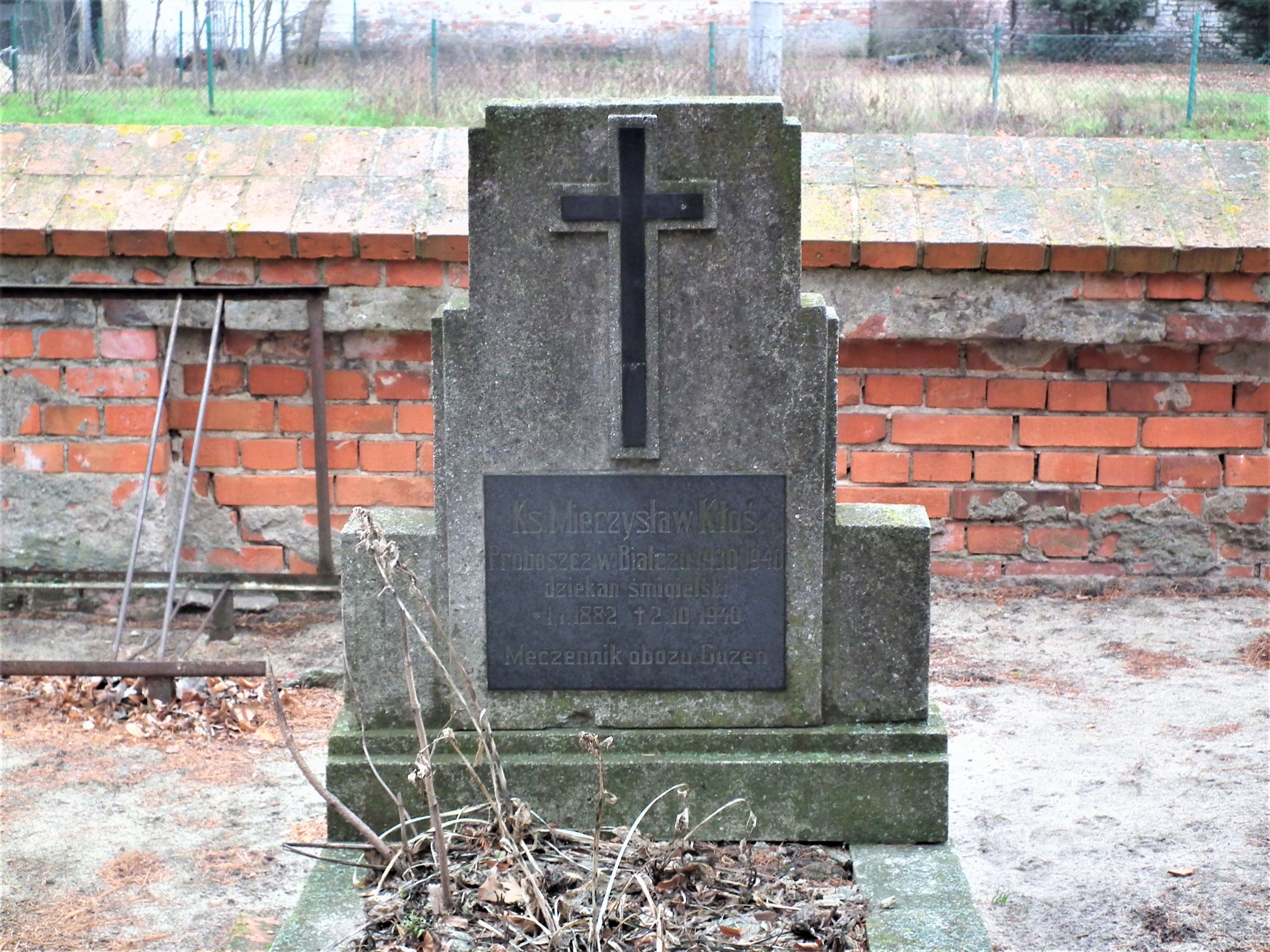
Grób ks. Mieczysława Kłosia

Pierwszy, drewniany kościół w Białczu spłonął ok. 1630 r. W jego miejsce ówcześni właściciele wsi - rodzina Gajewskich - wznieśli nowy, także drewniany, który w 1644 r. poświęcił biskup poznański Andrzej Szołdrski. Również ten drugi kościół spłonął pod koniec XVII w., wtedy w jego miejsce postawiono obecną świątynię.
Wzniesiony w latach 1696-1717, zapewne według projektu włoskiego architekta Jana Catenazziego. Fundatorem obecnego kościoła w Białczu jest Franciszek Wacław Gajewski, syn Wojciecha, kasztelana rogozińskiego. Kościół wybudowany został w stylu barokowym, jest budowlą murowaną z cegły, orientowaną, nakrytą dachówką dachem dwuspadowym, na którym znajduje się sygnaturka.
W 1872 została dobudowana kaplica i dzwonnica od południowej strony, dzięki fundacji rodziny Żółtowskich. Wnętrze kościoła jest jednonawowe. Trójprzęsłowa nawa poprzedzona jest półprzęsłem, w którym znajduje się chór muzyczny. Pod nawą jest krypta grobowa, w której zostali pochowani kolatorzy kościoła: Wincenty Rola Zbijewski i jego żona Ewa z Nieżychowskich, Józefa ze Zbijewskich i jej mąż Jan Nepomucen Żółtowski oraz Adam Żółtowski.
Kościół ma wystrój barokowy. Poszczególne przęsła nawy podzielone są przyściennymi filarami, a cały kościół obiega nad tymi filarami profilowane belkowanie. Sklepienie zdobi późnobarokowa polichromia, wykonana prawdopodobnie w dwóch fazach: w części prezbiterialnej - fresk ukończony według opisu wizytacji kościoła przed 1726 r., a w następnych częściach - późniejsza, z ok. 1740 r., wykonana w technice al secco. Starsza część polichromii to w absydzie prezbiterium trzy medaliony, w których przedstawiona została Trójca św. oraz św. Piotr i św. Paweł, a także we wschodnim przęśle nawy w środkowym owalu Matka Boska z Dzieciątkiem wśród aniołów i czterech Ewangelistów oraz postaci św. Joachima i św. Józefa. Natomiast nowa część polichromii to w środkowym przęśle iluzjonistyczna kopuła z kolumnami i ornamentami w stylu regencji oraz postaciami czterech Ojców Kościoła, papieża, biskupów, świętych franciszkańskich. Ostatnia, zachodnia część polichromii (najbliżej drzwi wejściowych) przedstawia w owalu Oko Opatrzności w otoczeniu postaci św. Izydora Oracza, św. Franciszka, św. Anny, św. Jana Chrzciciela oraz dwóch zakonnic.
Ołtarz boczny prawy jest iluzjonistycznym obrazem Matki Boskiej Różańcowej, która została przedstawiona w otoczeniu św. Antoniego i św. Jana Nepomucena. Jest malowidłem ściennym, odsłoniętym spod tynku podczas prac remontowych w 1973 r.
Chór muzyczny zbudowano ok. 1720-1730. Na jego balustradzie znajduje się drewniany kartusz z dekoracją późnobarokową. Na tarczy umieszczone zostały herby rodzinne fundatorów kościoła: Ostoja - Gajewskich, Zaremba - Cieleckich, Świnka - Czackich i Łodzia - Opalińskich. Przy herbach znajdują się inicjały: A (nna) F (ranciszek) W (acław) D (orota) Z B (łociszewa) G (ajewscy) K (asztelanicowie) R (ogodzińscy). Na sklepieniu nad chórem znajduje się malowidło przedstawiające św. Cecylię-patronkę śpiewu kościelnego wśród muzykujących aniołów.
Prawdziwą ozdobę białeckiego kościoła stanowią barokowe ołtarze.
Główny pochodzi prawdopodobnie z 1717 r., o czym informuje data na kartuszu pod krucyfiksem. W polu głównym znajduje się obraz Matki Boskiej Śnieżnej w otoczeniu aniołów z datą 1641 i sygnaturą malarza, którą tworzą splecione litery ISP.
Na postacie Matki Boskiej i Dzieciątka nałożone są srebrne sukieneczki i korony z II poł. XVII w. Po obu stronach obrazu, na cokołach umieszczone zostały rzeźby św. Anny Samotrzeć (z lewej) i św. Doroty (z prawej) - patronki dwóch żon Franciszka Gajewskiego: Anny z Cieleckich i Doroty z Kurcewskich. W górnej części ołtarza jest obraz św. Jana Nepomucena oraz rzeźby św. Wacława (z prawej) i św. Franciszka z Asyżu (z lewej), po obu stronach klęczące anioły, a w zwieńczeniu krucyfiks ze wspomnianym już kartuszem i datą fundacji ołtarza, również w otoczeniu pary aniołów. Ołtarz ozdobiony został ornamentami regencyjnymi oraz girlandami, wstęgami i akantem.
Oprócz ołtarza głównego w kościele w Białczu znajdują się cztery ołtarze boczne. Dwa przy prezbiterium są analogiczne w wystroju - rokokowe i pochodzą z 3 ćwierci XVIII w. W prawym umieszczony jest obraz Matki Boskiej Bolesnej, zakryty srebrną sukienką i nowym, tłem z sukna, na którym były umieszczone tabliczki wotywne, skradzione z 16 na 17 lipca 2004 r., a po bokach rzeźby św. Jana Chrzciciela i św. Anny Samotrzeć z rzeźbami Mojżesza i św. Joachima. Trzeci ołtarz boczny - przy północnej ścianie nawy (po lewej stronie od wejścia) zawiera w polu głównym obraz męczeństwa św. Barbary w otoczeniu rzeźb biskupa i św. Jakuba, a w zwieńczeniu umieszczony został obraz Wszystkich Świętych.
Z innych elementów wyposażenia na uwagę zasługują: barokowa ambona z I poł. XVIII w. o skromnej dekoracji płycinowej, z płaskorzeźbą Chrystusa na zaplecku, obrazy św. Dominika i św. Rocha z II poł. XVIII w.
Przy kościele znajdują się mogiły księży związanych z kościołem i parafią. Spoczywają tu m.in.:
- ks. Józef Kucharzewicz (ur. 19.3.1835, zm. 20.6.1904), proboszcz białczański przez czterdzieści lat, dziekan kościański przez osiemnaście lat,
- ks. Teodor Simiński (ur. 30.10.1874, zm. 26.5.1930),
- ks. Mieczysław Kłoś (ur. 1.1.1882, zm. 2.10.1940), proboszcz w latach 1930-1940, zamordowany przez Niemców w obozie koncentracyjnym w Gusen[4].

Na elewacji zewnętrznej kościoła wisi tablica upamiętniająca proboszcza Franciszka Gądka, który sprawował ten urząd w latach 1977-1989.